# 博克斯維爾鎮區 (明尼蘇達州馬歇爾縣)
博克斯維爾鎮區（英語：Boxville Township）是位於美國明尼蘇達州馬歇爾縣的一個行政鎮區。

## 歷史
博克斯維爾鎮區於1884年設立，得名自當地早期定居者威廉·N·博克斯（William N. Box）。

## 地方資料
博克斯維爾鎮區的面積為21.63平方千米，皆為陸地。根據2020年美國人口普查的數據，當地共有人口48人，而人口密度為每平方千米2.22人。